# Lost (Bring Me the Horizon)
Lost è un singolo del gruppo musicale britannico Bring Me the Horizon, pubblicato il 4 maggio 2023 come terzo estratto dall'ottavo album Post Human: Nex Gen.

## Descrizione
Nel brano, come nei precedenti due singoli, il gruppo continua a esplorare uno stile pop punk ed emo inedito rispetto alle precedenti produzioni, e per l'ampio utilizzo in esso di sintetizzatori e tastiere e la presenza di breakdown nel bridge è stato inoltre descritto come un brano hyperpop, oltre che elettropop. Secondo il cantante Oliver Sykes, il brano è influenzato da band quali My Chemical Romance (alcuni critici lo hanno paragonato al loro singolo Helena) e The Strokes.
Scritto e composto da tutti i componenti della band, Sykes lo ha paragonato a «una sessione terapeutica» con sé stesso, e lo ha definito più allegro ed energico rispetto ad altre canzoni del gruppo:

## Video musicale
Il video ufficiale, pubblicato lo stesso giorno di uscita del singolo, è stato diretto da Oliver Sykes e Jensen Noen e girato a Los Angeles, California. Il video include un cameo dell'attore Thomas Ian Nicholas (noto per aver recitato nella serie di film American Pie), amico di Noen e fan da lungo tempo dei Bring Me the Horizon.

## Tracce
Testi e musiche di Oliver Sykes, Jordan Fish, Lee Malia, Matt Kean e Matthew Nicholls.
1. Lost – 3:25

## Formazione
Gruppo
- Oliver Sykes – voce
- Jordan Fish – cori, programmazione, ingegneria del suono
- Lee Malia – chitarra
- Matt Kean – basso
- Matthew Nicholls – batteria

Altro personale
- Zakk Cervini – produzione, programmazione, missaggio, mastering
- Evil Twin – produzione
- Nik Trekov – assistenza al missaggio, produzione aggiuntiva

## Classifiche
| Classifica (2023)                | Posizione massima |
| -------------------------------- | ----------------- |
| Austria                          | 58                |
| Canada (digital)                 | 38                |
| Regno Unito                      | 29                |
| Regno Unito (rock & metal)       | 1                 |
| Stati Uniti (mainstream rock)    | 37                |
| Stati Uniti (rock & alternative) | 22                |